# Abitibi-Témiscamingue
Abitibi-Témiscamingue – region administracyjny w kanadyjskiej prowincji Quebec, położone w zachodniej jej części. Składa się z czterech regionalnych  magistratów.
Gospodarka regionu opiera się głównie na eksploatacji lasów oraz rolnictwie. Abitibi-Témiscamingue podzielone jest na 4 regionalne gminy hrabstwa oraz 79 gmin.
Abitibi-Témiscamingue ma 145 690 mieszkańców. Język francuski jest językiem ojczystym dla 95,0%, angielski dla 3,2% mieszkańców (2011).
Regionalne gminy hrabstwa (MRC): 
- Abitibi
- Abitibi-Ouest
- La Vallée-de-l’Or
- Témiscamingue

Jedna gmina znajduje się poza MRC:
- miasto Rouyn-Noranda

Siedem gmin autochtonicznych znajduje się poza MRC:
- rezerwat indiański Kebaowek
- rezerwat indiański Lac-Simon
- rezerwat indiański Pikogan
- rezerwat indiański Timiskaming
- osada Wolf Lake
- osada Kitcisakik
- osada Winneway